# Juan Giha
Juan Jorge Giha Yarur (* 23. dubna 1955 Santiago de Chile) je peruánský sportovní střelec narozený v Chile. Na Letních olympijských hrách v Barceloně roku 1992 vybojoval stříbrnou medaili ve skeetu. Celkem se šestkrát účastnil olympijských her (1980-2000). Jeho otec Juan Jorge Giha byl rovněž střelcem, v roce 1972 se účastnil Letních olympijských her v Mnichově.